# Two X
Two X (coréen : 투엑스 ; acronyme de Top Win One multiplied by 4 (X)) est un girl group sud-coréen formé par J. Tune Camp en 2012. Le groupe est actuellement composé de Jiyou, Eun, Surin et Eunyoung. Minjoo a quitté le groupe en janvier 2016.

## Histoire

### 2012-2013: Débuts avecDouble UpetRing Ma Bell
Le 16 août 2012, Two X fait ses débuts sur scène au M Countdown et sort son premier single "Double Up". Leur deuxième single "Ring Ma Bell" est sorti peu de temps après.

### Depuis 2014: Changement de label, hiatus et départ de Minjoo
En 2014, Two X met fin à son contrat avec J. Tune Camp et en signent un nouveau avec Star Gaze Entertainment.
En janvier 2016, il est annoncé que Minjoo a quitté le groupe.
Le 23 août 2016, le groupe sort la chanson "Over", qui est leur premier comeback après trois ans; c'est également leur premier travail en tant que quatuor.

## Membres

### Actuels
- Jiyou (Im Chang-sook ; 임창숙)
- Eun (Choi Eun-mi ; 최은미)
- Kim Su-rin (김수린)
- Joo Eun-young (주은영)

### Anciens
- Kwak Min-joo (곽민주)

## Discographie

### Extended plays
| Titre        | Détails sur l'album | Meilleure position | Ventes        |
| Titre        | Détails sur l'album | COR                | Ventes        |
| ------------ | --- | ------------------ | ------------- |
| Double Up    | - Date de sortie: 16 août 2012 - Formats: CD, téléchargement - Label: J. Tune Camp, CJ E&M Music                              | 22                 | - COR: 962+   |
| Ring Ma Bell | - Date de sortie: 12 février 2013 - Formats: CD, téléchargement - Label: J. Tune Camp, CJ E&M Music                           | 13                 | - COR: 2.092+ |
| Reboot       | - Date de sortie: 23 août 2016 - Formats: CD, téléchargement - Label: Star Gaze Entertainment, OGAM Entertainment, 5212 Music | -                  |               |

### Singles
| Année                                            | Titre          | Meilleure position | Album        |
| Année                                            | Titre          | Gaon Chart         | Album        |
| ------------------------------------------------ | -------------- | ------------------ | ------------ |
| 2012                                             | "Double Up"    | 135                | Double Up    |
| 2013                                             | "Ring Ma Bell" | 56                 | Ring Ma Bell |
| 2016                                             | "Over" (꽃혀)  | -                  | Reboot       |
| "—" signifie que le morceau ne s'est pas classé. |                |                    |              |